# D.C.: Da capo
D.C.: Da capo (D.C. 〜ダ・カーポ〜?, D.C.: Da kāpo) è una visual novel giapponese per adulti sviluppata dallo studio Circus. Ne esiste anche il sequel, intitolato D.C.: Da capo - Second Season (D.C. 〜ダ・カーポ セカンドシーズン〜?, D.C.: Da kāpo - Sekando Shīzun). Entrambe le serie sono ambientate su un'isola fittizia del moderno Giappone, Hatsunejima, dove i ciliegi restano fioriti per tutto l'anno.
Tra il 2003 e il 2006, le due serie hanno visto la serializzazione della versione manga sulla rivista Comptiq della Kadokawa Shoten; tra il 2003 e il 2005, inoltre, sono state prodotte due serie televisive anime, ognuna di 26 episodi. Da Capo ha visto anche la produzione di cinque romanzi e di un OAV, Da Capo If, incentrato sulla figura di Kotori.

## Trama

### D.C.: Da capo
Junichi Asakura frequenta l'Accademia Kazami e ha il potere di vedere i sogni delle altre persone mentre dorme. Una mattina, dopo aver visto in sogno il ritorno ad Hatsunejima dell'amica d'infanzia Sakura Hoshino, Junichi e la sorella Nemu, andando a scuola, incontrano proprio Sakura, tornata dall'America per far rispettare ai due una promessa fatta durante l'infanzia.

### D.C.: Da capo - Second Season
Sono passati due anni, Junichi frequenta l'ultimo anno all'Accademia Kazami e i ciliegi di Hatsunejima hanno perso la loro magia. In un tempestoso giorno d'estate, una misteriosa ragazza, Aisia, si presenta alla porta di Junichi alla ricerca della nonna di Sakura per imparare a usare la magia. Dopo aver appreso che la donna è morta, Aisia si convince che Junichi possa farle da insegnante e rimane sull'isola con l'intento di riportarvi la magia perduta.

## Personaggi

### Personaggi principali
Junichi Asakura (朝倉 純一?, Asakura Junichi)
Frequenta la prima classe del terzo anno alla Kazami. È in grado di utilizzare la magia e creare i wagashi, come gli è stato insegnato da Sakura e da sua nonna. Dai magici ciliegi di Hatsunejima ha ottenuto l'abilità di vedere i sogni delle altre persone. S'innamora di Nemu. È il nonno di Otome e Yume, protagoniste di Da Capo II.
Nemu Asakura (朝倉 音夢?, Asakura Nemu)
È nella stessa classe di Junichi, ma poi comincia a frequentare una scuola d'infermeria. Sorella adottata di Junichi, ne è innamorata e diventa violenta quando un'altra ragazza gli si avvicina. Porta sempre con sé una campanella, dono di Junichi di quando erano piccoli. Quando è abbattuta, diventa asociale, uno stato che Junichi definisce "Nemu nascosta". La sua cucina è letale, tanto che Junichi la chiama "cuoca assassina". È la nonna di Otome e Yume, protagoniste di Da Capo II.
Sakura Yoshino (芳乃 さくら?, Yoshino Sakura)
Frequenta la terza classe del terzo anno alla Kazami. Cugina di Junichi e suo primo amore, è vivace e prova molto affetto per Junichi, scatenando così la gelosia di Nemu. Ha un quoziente intellettivo di 180 e ama molto la cultura giapponese, ma non sa usare i kanji essendo cresciuta in America. Ha ereditato i poteri magici della nonna. Nonostante il passare del tempo, le sue sembianze rimangono sempre uguali. In Da Capo II è la preside della Kazami e ha ancora l'aspetto di una sedicenne, pur essendo passati 53 anni. Alla fine della serie, si fonde con il ciliegio per evitare che Yoshiyuki, il suo desiderio più prezioso, scompaia. Torna poi in vita senza memoria.
Kotori Shirakawa (白河 ことり?, Shirakawa Kotori)
Frequenta la terza classe del terzo anno alla Kazami ed è l'idol della scuola. Grazie al potere dei ciliegi, può sentire i pensieri delle persone, ma lo nasconde attentamente. Diventa molto amica di Junichi perché è l'unico ragazzo che la tratta normalmente. Nella prima serie, è in classe con Sakura. Ha una sorella maggiore, Koyomi, insegnante di Junichi. Nel gioco si scopre che è stata adottata Shirakawa e che è la cugina di Sayaka Shirakawa della visual novel Suika. In Da Capo If, Junichi sposa lei al posto di Nemu.
Moe Mizukoshi (水越 萌?, Mizukoshi Moe)
Una ragazza gentile, è spesso vista mangiare il pranzo sul tetto della scuola insieme alla sorella minore Mako. Parla lentamente, è imbranata e può addormentarsi in qualunque momento, anche mentre sta camminando. Nel gioco viene data una spiegazione: Moe prende costantemente pillole per dormire per sognare un ragazzo che amava, morto in un incidente stradale. Suona lo xilofono.
Mako Mizukoshi (水越 眞子?, Mizukoshi Mako)
Sorella di Moe, è molto amica di Nemu e si preoccupa spesso per lei. Si arrabbia facilmente, soprattutto con Junichi, ma lo ama segretamente. Ha una rivalità con Suginami dalle elementari e per questo litigano spesso. Suona il flauto soprano nel club di musica. Lei e la sorella sono figlie del direttore dell'ospedale e hanno un fratello minore, Tomoya.
Miharu Amakase (天枷 美春?, Amakase Miharu)
Frequenta la prima classe del secondo anno alla Kazami. Amica d'infanzia di Nemu e Junichi, ha un anno meno di loro e adora le banane. Prova una forte ammirazione per Nemu e attorno a lei si comporta come un cagnolino; infatti, il suo soprannome è Puppy. Nel videogioco, viene sostituita da un androide dopo che è caduta in coma a causa di un incidente. Non avendo esperienze del mondo a parte quello che apprende dalla memoria della vera Miharu, Koyomi chiede a Junichi di prendersene cura. Come la Miharu vera, il suo entusiasmo è enorme. Essendo un androide, le sue fonti di energia sono le banane, l'energia solare e un motore sulla schiena. Alla fine del videogioco e della prima serie, smette di funzionare; poco tempo dopo, la vera Miharu torna cosciente e si riunisce agli amici.

### Personaggi minori
Suginami (杉並?)
Frequenta il terzo anno alla Kazami ed è un combinaguai. Nonostante sia un atleta eccellente e uno studente modello e di bell'aspetto, la sua personalità eccentrica porta molte persone a stargli lontano. Adora far arrabbiare Mako e coinvolgere Junichi in situazioni strane. A quest'ultimo dà anche validi consigli su come comportarsi con le ragazze.
Misaki Sagisawa (鷺澤 美咲?, Sagisawa Misaki)
È una ragazza malata che sta sempre in casa a guardare il mondo dalla finestra della sua camera. Nel gioco, i ciliegi realizzano il suo desiderio e prende il controllo del suo gatto Yoriko, che si trasforma in una sua copia con orecchie da gatto. Nell'anime, Yoriko esce dalla finestra della camera di Misaki per esplorare il mondo al suo posto e viene trasformata in una cameriera con le sembianze della padrona. Yoriko ha paura delle persone.
Kanako "Mikkun" Saeki (佐伯 加奈子?, Saeki Kanako) & Tomoko "Tomo" Morikawa (森川 智子?, Morikawa Tomoko)
Sono le migliori amiche di Kotori. Kanako ha un fratello, Mikihiko, al quale è molto legata. Insieme a Kotori, formano una band con Kotori alla voce, Kanako al piano e Tomoko alla chitarra.
Koyomi Shirakawa (白河 暦?, Shirakawa Koyomi)
Insegnante di Junichi, è una delle professoresse della facoltà di scienze ed è la sorella maggiore di Kotori. È anche ricercatrice al laboratorio Amakase, dove si occupa dell'androide Miharu.
Nonna Yoshino (芳乃のばあちゃん?, Yoshino no Baa-chan)
La nonna di Sakura e Junichi, è metà giapponese e metà inglese. Si dice abbia mantenuto un aspetto giovane fino al compimento dei cento anni. Muore sette anni prima dell'inizio della storia, ma appare spesso nei sogni di Junichi. Inoltre, i ciliegi hanno cominciato a fiorire tutto l'anno appena dopo la sua morte.

### Nuovi personaggi della seconda serie
Aisia (アイシア?, Aishia)
È arrivata ad Hatsunejima per studiare l'uso della magia con la nonna di Sakura, ma le sue speranze si sono infrante quando ha saputo della morte della donna. Nonostante sappia già come usare la magia, il controllo delle sue capacità e il suo giudizio sono incostanti la maggior parte del tempo. È fermamente convinta che la magia possa e debba essere usata per il bene delle persone, una cosa che la nonna ha sempre fatto.
Akishima (昭島?)
Nuovo professore della scuola dopo il matrimonio e la partenza di Koyomi, lavorava alla scuola d'infermeria frequentata da Nemu.

### Plus Situation / Plus Communication
Tamaki Konomiya (胡ノ宮 環?, Konomiya Tamaki)
Frequenta il terzo anno alla Kazami. Una miko al tempio shintoista, ha ereditato dalla madre il potere di vedere il futuro. Arriva nella classe di Junichi dopo essersi trasferita dichiarando di essere la sua promessa sposa. Usa la sua abilità con l'arco per evitare che le persone incappino in incidenti che ha visto nel futuro.
Kanae Kudo (工藤 叶?, Kudō Kanae)
Frequenta il terzo anno, fa parte del trio di Junichi e Suginami e stringe amicizia con Kotori. Nonostante sia una ragazza, frequenta la scuola con indumenti maschili per seguire la volontà della nonna. Solo Kotori e i professori lo sanno. È sempre assente ai controlli medici per evitare che il suo segreto venga scoperto.
Izumiko Murasaki (紫 和泉子?, Murasaki Izumiko)
È un'aliena che indossa un costume da orso rosa, in realtà una tuta protettiva. Arenatasi sulla Terra a 820 anni luce da casa, lavora part-time per mantenersi. Il suo nome è in realtà uno pseudonimo, basato sui nomi dei poeti giapponesi Murasaki Shikibu e Izumi Shikibu: il suo vero nome è sconosciuto.
Nanako Saitama (彩珠 ななこ?, Saitama Nanako)
Compagna di classe di Junichi, è una mangaka. Firma i suoi manga con il nome "Ayako Tamagawa" ed è sempre sotto pressione per scrivere nuovi capitoli della sua opera Magical Chiffon.
Alice Tsukishiro (月城 アリス?, Tsukishiro Arisu)
Metà giapponese, metà nord-europea, ha perso i genitori in tenera età e quindi vive con il maggiordomo Seba e la servitù. Incapace di parlare per sé ed esprimere i suoi sentimenti, comunica con gli altri tramite il peluche Philos, che ha ottenuto l'abilità di parlare tramite i ciliegi. Avendo passato del tempo in un circo, ha riflessi eccellenti, ma non sa nuotare. È molto amica di Miharu, che è in classe con lei, e di Aisia, originaria dalla sua stessa regione.
Kasumi Kiryuu (霧羽 香澄?, Kiryū Kasumi)
Una ragazza misteriosa, appare solo per una notte nel gioco, e viene costretta da Suginami a partecipare a una caccia al fantasma nella Kazami con Junichi. Come Mako, è un maschiaccio e si spaventa facilmente. È in cerca dello spirito della sorella minore Asumi, che sembra sia morta in un incidente stradale. In realtà, è lei quella morta nell'incidente e alla fine lascia questo mondo dopo aver appreso la verità da Asumi.
Asumi Kiryuu (霧羽 明日美?, Kiryū Asumi)
La sorella minore di Kasumi, è gentile e tranquilla e frequenta la scuola nel Giappone continentale. Nata con problemi cardiaci, ha ricevuto un trapianto da Kasumi quando questa è morta in un incidente stradale, e vive in salute da allora. Dopo aver sentito voci sulla presenza del fantasma di una ragazza alla Kazami Academy, si reca ad Hatsunejima per vedere se è collegato alla sorella maggiore.
Seba (瀬場?)
Maggiordomo della famiglia Tsukishiro, si prende cura di Alice. Suginami lo chiama Sebastian, ed è una delle persone che rispetta perché è stato nelle forze speciali.

## Visual novel
Il videogioco di Da Capo è stato pubblicato in Giappone come gioco per adulti il 28 giugno 2002. Una seconda versione per PlayStation 2, intitolata Da Capo: The Origin (〜ダ・カーポ〜 ジ オリジン〜?), è uscita il 14 febbraio 2008.
Una versione limitata ed estesa, ma senza contenuti per adulti, è uscita per PlayStation 2 il 30 ottobre 2003 con il titolo Da Capo: Plus Situation (〜ダ・カーポ プラスシチュエーション〜?). La Circus ne ha messo in commercio poi una versione per adulti il 28 maggio 2004 con il titolo Da Capo: Plus Communication (〜ダ・カーポ〜 プラスコミュニケーション?).
Il 29 marzo 2011, la Mangagamer ha pubblicato una versione in lingua inglese.

## Episodi

### D.C.: Da capo
| Nº | Titolo italiano (traduzione letterale) Giapponese 「Kanji」 - Rōmaji                                  | In onda           | In onda |
| Nº | Titolo italiano (traduzione letterale) Giapponese 「Kanji」 - Rōmaji                                  | Giapponese        |         |
| 1  | Non posso innamorarmi? 「好きになっちゃダメですか?」 - Suki ni naccha dame desuka?                    | 5 luglio 2003     |         |
| 2  | L'esplosiva anti-Nemu 「裏音夢、爆裂です」 - Ura-Nemu, Bakuretsu desu                                 | 12 luglio 2003    |         |
| 3  | Quindi sono banane, eh? 「バナナっなんですねぇ〜」 - Banana! Nandesunē~                               | 19 luglio 2003    |         |
| 4  | Il canarino sotto il ciliegio 「桜の下のカナリア」 - Sakura no shita no kanaria                       | 26 luglio 2003    |         |
| 5  | Perché sono una domestica... 「メイドですから...」 - Meido desukara...                                | 2 agosto 2003     |         |
| 6  | Andiamo in spiaggia! 「海へゆきましょう!」 - Umi e yukimashō!                                         | 9 agosto 2003     |         |
| 7  | Benvenuti alla residenza Mizukoshi! 「水越家へご招待!」 - Mizukoshi-ke e goshōtai!                    | 16 agosto 2003    |         |
| 8  | La primavera di Utamaru (episodio di riepilogo) 「うたまるの春(総集編)」 - Utamaru no haru (sōshūhen) | 23 agosto 2003    |         |
| 9  | Il poeta misterioso 「謎のポエマー」 - Nazo no poemā                                                  | 30 agosto 2003    |         |
| 10 | Voglio che tu lo senta 「あなたに聴かせたくて」 - Anata ni kikasetakute                               | 6 settembre 2003  |         |
| 11 | Usciamo! 「外にでよう!」 - Soto ni deyō!                                                              | 13 settembre 2003 |         |
| 12 | Stiamo solo fingendo di uscire insieme, okay?! 「恋人ごっこだからね!」 - Koibito gokko dakara ne!     | 20 settembre 2003 |         |
| 13 | Le preoccupazioni di Sakura?! 「さくらの胸·騒ぎ!?」 - Sakura no mune·sawagi!?                         | 27 settembre 2003 |         |
| 14 | Lo shopping di Puppy 「わんこなショッピング」 - Wanko na shoppingu                                    | 4 ottobre 2003    |         |
| 15 | Episodio di riepilogo 「総集編」 - Sōshūhen                                                           | 11 ottobre 2003   |         |
| 16 | Una misera scusa per un mago 「出来損ないの魔法使い」 - Dekisokonai no mahōtsukai                     | 18 ottobre 2003   |         |
| 17 | I sentimenti che non soddisfano 「届かぬ想い」 - Todokanu omoi                                        | 25 ottobre 2003   |         |
| 18 | Il segreto tra i due 「二人だけの秘密」 - Futari dake no himitsu                                      | 1º novembre 2003  |         |
| 19 | Un momento beato 「幸せな時間」 - Shiawase na jikan                                                   | 8 novembre 2003   |         |
| 20 | Sentimenti in disaccordo 「すれ違う気持ち」 - Surechigau kimochi                                      | 15 novembre 2003  |         |
| 21 | La determinazione di Sakura 「さくらの決心」 - Sakura no kesshin                                      | 22 novembre 2003  |         |
| 22 | Ricordi stupendi 「すてきな思い出」 - Suteki na omoide                                                | 29 novembre 2003  |         |
| 23 | Una dichiarazione onesta 「素顔の告白」 - Sugao no kokuhaku                                           | 6 dicembre 2003   |         |
| 24 | La porta nei ricordi 「記憶の扉」 - Kioku no tobira                                                   | 13 dicembre 2003  |         |
| 25 | Cuori spezzati 「壊れゆく心」 - Kowareyuku kokoro                                                     | 20 dicembre 2003  |         |
| 26 | Finale 「最終回」 - Saishūkai                                                                         | 27 dicembre 2003  |         |

### D.C.: Da capo - Second Season
| Nº | Titolo italiano (traduzione letterale) Giapponese 「Kanji」 - Rōmaji                     | In onda           | In onda |
| Nº | Titolo italiano (traduzione letterale) Giapponese 「Kanji」 - Rōmaji                     | Giapponese        |         |
| 1  | Due anni da allora... 「あれから2年...」 - Are kara ninen...                             | 2 luglio 2005     |         |
| 2  | Mappa illeggibile 「読めない地図」 - Yomenai Chizu                                       | 9 luglio 2005     |         |
| 3  | Sotto lo stesso tetto 「ひとつ屋根の下」 - Hitotsu yane no shita                         | 16 luglio 2005    |         |
| 4  | Al di là dei ciliegi 「桜並木の向こうに」 - Sakura namiki no mukō ni                     | 23 luglio 2005    |         |
| 5  | La coda della magia 「魔法のしっぽ」 - Mahō no shippo                                    | 30 luglio 2005    |         |
| 6  | Una lettera per Miharu 「美春への手紙」 - Miharu e no tegami                             | 6 agosto 2005     |         |
| 7  | Di passaggio 「すれ違い」 - Surechigai                                                   | 13 agosto 2005    |         |
| 8  | Una tempesta prevista 「嵐の予感」 - Arashi no yokan                                     | 20 agosto 2005    |         |
| 9  | Sentimenti mai inariditi 「枯れない想い」 - Karenai omoi                                 | 27 agosto 2005    |         |
| 10 | Mi unisco anch'io! 「入部します!」 - Nyūbu shimasu!                                      | 3 settembre 2005  |         |
| 11 | Manga in corso! 「ただいま執筆中!」 - Tadaima shippitsu chū!                             | 10 settembre 2005 |         |
| 12 | Le due stelle di Hatsunejima 「初音島のWスター」 - Hatsunejima no daburu sutã            | 17 settembre 2005 |         |
| 13 | L'estate di Aisia 「アイシアの夏」 - Aisia no natsu                                      | 24 settembre 2005 |         |
| 14 | La porta del cuore 「心の扉」 - Kokoro no tobira                                         | 1º ottobre 2005   |         |
| 15 | Una voce che canta 「歌声を届けに」 - Utagoe o todoke ni                                 | 8 ottobre 2005    |         |
| 16 | Ricordi che sbocciano 「芽生えた想い」 - Mebaeta omoi                                    | 15 ottobre 2005   |         |
| 17 | Nemu e Junichi 「音夢と純一」 - Nemu to Junichi                                          | 22 ottobre 2005   |         |
| 18 | Il miraggio del colore dei boccioli di ciliegio 「桜色の蜃気楼」 - Sakurairo no shinkirō | 29 ottobre 2005   |         |
| 19 | Le parole di Sakura 「さくらの言葉」 - Sakura no kotoba                                  | 5 novembre 2005   |         |
| 20 | La stagione che non tornerà 「戻らない季節」 - Modoranai kisetsu                         | 12 novembre 2005  |         |
| 21 | Due maghi 「二人の魔法使い」 - Futari no mahōtsukai                                      | 19 novembre 2005  |         |
| 22 | Il momento di tutti 「みんなの時間」 - Minna no jikan                                    | 26 novembre 2005  |         |
| 23 | L'estate del silenzio 「沈黙の夏」 - Chinmoku no natsu                                   | 3 dicembre 2005   |         |
| 24 | Promessa 「誓い」 - Chikai                                                               | 10 dicembre 2005  |         |
| 25 | Da Capo 「ダ·カーポ」 - Da Kāpo                                                          | 17 dicembre 2005  |         |
| 26 | Le campane della felicità 「幸せの鐘」 - Shiawase no Kane                                | 24 dicembre 2005  |         |

## Doppiaggio
- Yūki Tai: Junichi Asakura
- Reiko Takagi: Junichi Asakura (da giovane)
- Sakura Nogawa: Nemu Asakura
- Yukari Tamura: Sakura Yoshino
- Yoshiko Horie: Kotori Shirakawa
- Yui Itsuki: Moe Mizukoshi
- Yuki Matsuoka: Mako Mizukoshi
- Akemi Kanda: Miharu Amakase
- Daisuke Kishio: Suginami
- Ryōko Shiraishi: Kanako "Mikkun" Saeki
- Kanako Hattori: Tomoko "Tomo" Morikawa
- Naoko Matsui: Koyomi Shirakawa
- Miyuki Ono: Nonna Yoshino
- Halko Momoi: Utamaru
- Miyu Matsuki: Yoriko Sagisawa, Misaki Sagisawa
- Ai Iura: Lover, Woman
- Ai Uchikawa: Jungle Ranger No. 3, Linda
- Aiko Hibi: Student
- Akira Tomisaka: Child, Student
- Asami Imai: Child, Student
- Daiki Matsubayashi: Jungle Ranger No. 1, Man, Student
- Daisuke Ono: Kuri Rix
- Eisuke Asakura: Jungle Ranger No. 4, Man
- Eri Oono: Boy
- Erika Takeuchi: Student
- Hiroko Kataura: Child
- Hiroshi Iida: Male Student 2
- Hirotaka Nagamatsu: Student
- Hiroyuki Tsuru: Student
- Ikumi Sugiyama: Oba-san
- Jun Shikano: Student, Udon House Salesperson
- Katsuya Fujiwara: Student
- Keigo Suzuki: Student
- Ken Kato: Student
- Ken Takeuchi: Male Student 1
- Kenichi Mochizuki: Jungle Ranger No. 5, Man
- Makoto Aoki: Student
- Makoto Naruse: Kaoru, Student
- Masayo Hosono: Boy
- Mayuko Kouchi: Oba-san
- Megumi Kubota: Tomoya Mizukoshi
- Miharu Iijima: Child
- Moriya Endou: Teacher
- Nako Tsutsumi: Oba-san
- Naomi Takada: Student
- Natsuki Yoshihara: Female Student, Student
- Noriko Shitaya: Emi
- Rika Morinaga: Boy
- Ryouhei Nakao: Student
- Ryoukichi Takahashi: Delivery, Emcee, Student
- Sachi Matsumoto: Rich Lady
- Sayori Ishizuka: Sa-chin
- Shinnosuke Tachibana: Student
- Yoji Ueda: Jungle Ranger No. 2, Man, Tony
- Yoshimitsu Shimoyama: Editing Man of Terror, Lover
- Yukiko Fujikawa: Mother, Oba-san
- Yurika Ochiai: Child, Student, Female School Girl, Magical Girl Princess Melon
- Yuu Amano: Student
- Ui Miyazaki: Aisia
- Emiko Hagiwara: Alice Tsukishiro
- Masumi Asano: Nanako Saitama
- Miyuki Sawashiro: Kanae Kudo
- Nami Kurokawa: Tamaki Konomiya
- Kazuya Kobayashi: Chauffeur, Male Student, Old Man, Store Owner
- Ken Yanai: Male, Male Student
- Kiyomi Asai: Child
- Koushi Kawakami: Male Student
- Machiko Kawana: Female Student
- Natsuki Mori: Mother
- Rina Satō: Munepi
- Risa Hayamizu: Female Student
- Ryuuzo Hasuike: Merchant
- Satoshi Gotou: Announcer, Dog, Male Student
- Shirō Saitō: Male
- Taketoshi Kawano: Male Student
- Tohru Furusawa: Akishima
- Yui Kano: Female Student